# Theodor Wenning
Theodor Wenning (* 8. Februar 1887 in Werne an der Lippe; † 3. Oktober 1958 in Hemer) war ein deutscher Architekt und Politiker der CDU.
Von 1906 bis 1909 besuchte er die Baugewerkschule in Höxter, die er mit der Meisterprüfung im Jahre 1909 abschloss. Ab 1912 war er in Werne als freiberuflicher Architekt tätig. 1915 wurde er zum Kriegsdienst einberufen. Nach seiner Entlassung kehrte er nach Werne zurück.
Von 1945 bis 1946 war er hauptamtlicher Bürgermeister von Werne. Nach dem frühen Tod von Wilhelm Deist wählte ihn der Kreistag von Lüdinghausen zum Landrat, ein Amt, das er bis zu seinem Tode am 3. Oktober 1958 innehatte. Sein Nachfolger als Landrat wurde der Bundestagsabgeordnete Hubert Schulze-Pellengahr aus Ascheberg.
1957 erhielt Wenning das Bundesverdienstkreuz I. Klasse.